# František Plánička
František Plánička (Praag, 2 juni 1904 - aldaar, 20 juli 1996) was een Tsjechisch voetballer die als doelman speelde. Hij haalde met Tsjechoslowakije de finale van het WK van 1934. Gastland Italië won toen met 2-1. Zijn gehele carrière speelde hij bij Slavia Praag. Hij was de 9e wereldkeeper van de eeuw. Samen met Petr Čech zou hij de beste Tsjechoslowaakse keeper zijn.